# Мордвинов, Георгий Иванович
Мордви́нов Гео́ргий Ива́нович (5 мая (23 апреля) 1896, д. Бурнашево, Забайкальская область — 7 апреля 1966, Москва) — советский разведчик, полковник.

## Биография

### Ранние годы
Георгий Иванович Мордвинов родился 5 мая (23 апреля) 1896 года в деревне Бурнашево Верхнеудинского округа Забайкальской области (ныне Республика Бурятия) в бедной крестьянской семье. Свою трудовую деятельность начал в двенадцать лет на заводе, затем служил рассыльным в магазине в городе Чита.

«Отец мой Мордвинов Иван Ильич, его отец, мой дед и прадед по отцовской линии занимались крестьянским хозяйством в деревне Бурнашево, Тарбагатайского района Бурят-Монгольской АССР. Мать моя уроженка деревни Пестерево того же района Надеенова Александра Павловна умерла, когда мне было около трех лет. Отец мой бросил свое крестьянское хозяйство и поступил рабочим на Николаевский винокуренный завод Кобылкина А. К. в двадцати семи верстах от города Верхнеудинска».

В 1915 году был призван в армию и как отличный наездник направлен на Юго-Западный фронт в команду конных разведчиков.
В 1917 году перешёл на сторону революции и принял участие в ликвидации ставки генерала Духонина в городе Могилёве. После возвращения в Читу вступил в Красную армию. В декабре 1917 года участвовал в ликвидации восстания юнкеров в городе Иркутске. В апреле 1918 года был принят на работу в Забайкальскую ЧК, а в июне того же года вступил в РКП(б). Выполняя задание руководства ЧК, в августе 1918 года совместно с другими чекистами раскрыл заговор белогвардейцев, которые готовили вооружённое выступление в Чите. После вторжения японских войск и падения советской власти на Дальнем Востоке Мордвинов вместе с другими чекистами ушёл в партизаны.
В 1920 году командовал первой Амурской кавалерийской бригадой и одновременно разведкой фронта. Проникнув в тыл белогвардейцев, он сумел сагитировать гарнизон Нерчинска перейти на сторону красных. В 1921 году Мордвинов стал комиссаром Особого амурского полка, принимал участие в боях на Дальнем Востоке. В 1922 году по заданию командования был послан в тыл японцев, где сформировал китайский и корейский боевые отряды. В 1923—1924 годах Мордвинов участвовал в ликвидации белогвардейских отрядов на реке Аргунь. В 1926—1929 гг. возглавлял Отдельную погранкомендатуру и Федосийско-Судаковский отдел ОГПУ в Крыму. В 1929 году был направлен на курсы в Высшую пограничную школу ОГПУ.

### Во внешней разведке
В 1929 году Георгий Иванович поступил в Институт востоковедения на факультет китаистики и уволился в запас, но в 1931 году был отозван с учёбы на работу в ОГПУ и направлен как сотрудник внешней разведки сначала в Монголию, а потом в Китай. В Харбине работал под псевдонимом Геннадий Михайлович Карпов. Вернувшись из Китая в 1935 году и, находясь в действующем резерве ОГПУ, был направлен на учёбу в институт Красной профессуры на китайское отделение исторического факультета.
В 1937 году Мордвинов написал письмо Н. И. Ежову в защиту своего товарища, арестованного НКВД, за что был уволен из органов. В дальнейшем (после окончания института Красной профессуры), до 1940 года работал в Исполкоме Коминтерна.
С началом Великой Отечественной войны Мордвинов был вновь призван в органы государственной безопасности и направлен в особую группу НКВД, возглавляемую Павлом Судоплатовым, где занимался формированием партизанских отрядов. В октябре 1941 года был направлен в Турцию, где участвовал вместе с Н. И. Эйтингоном и А. Э. Тимашковым в организации покушения на немецкого посла Франца фон Папена. Однако в марте (после неудачного покушения) был арестован вместе с разведчиком Леонидом Корниловым. Был приговорён к 20 годам тюрьмы.
Разведчиков освободили в 1944 году. В том же году Георгий Иванович направлен для участия в операции «Березино». Затем был переброшен в немецкий тыл, откуда возвратился в мае 1945 года. После этого Георгий Иванович был переведён на Дальний Восток, где занимался организацией разведывательной работы в Маньчжурии. В дальнейшем был назначен резидентом советской разведки в Маньчжурии, работал под прикрытием заместителя управляющего Китайско-Чаньчуньской железной дороги.

### Семья
- Жена Лидия Августовна
- сыновья:
  - Баррикадо
  - Феликс
- дочь — Маузерина
- В 1947 году усыновил китайского мальчика Ми Ми (Михаил), отец которого погиб в боях[7].
- Жена Зоя Алексеевна
- Дочери
  - Вера (1949)
  - Любовь (1950)
- сын Максим (1955)

### Уход
Ушёл в отставку в 1949 году по причине плохого здоровья. После отставки работал в Институте востоковедения. Умер в Москве в 1966 году. Похоронен на Новодевичьем кладбище.

## Награды
Награждён орденом Ленина, двумя орденами Красного Знамени, орденом Отечественной войны 1-й степени, а также многими медалями. Награждён двумя орденами Монгольской Народной Республики — Красного Знамени 1-й и 2-й степеней. Трижды представлялся к званию Героя Советского Союза.